# Казахский музыкально-драматический театр имени К. Куанышбаева
 РГКП «Казахский национальный музыкально-драматический театр имени Калибека Куанышбаева»— учреждение культуры в Астане. 

## История
Открыт 15 ноября 1991 года. Первая постановка — трагедия Г. Мусрепова «Акан сери — Актокты», в которой играли заслуженные артисты Казахстана Ж. Омаров и Р. Омарханова, артисты Ш. Жунисов, Б. Ибраев, Т. Атымтаев. В разные годы на сцене театра были поставлены спектакли по произведениям Ч. Айтматова «Материнское поле», С. Жунисова «Раненные цветы», А. Тауасарова «Остров любви», М.Шаханова «Танакоз». В 1996 в Уфе (Башкортостан) на фестивале «Туганлык», спектакль Ш. Хусайнова «Алдар косе» (реж. Ж. Омаров) занял 1-е место.
14 декабря 2011 года коллектив театра был удостоен статуса «Государственный академический театр».
В 2020 году по инициативе Первого Президента Республики Казахстан — Нурсултана Назарбаева театр переехал в новое современное здание.

## Труппа
1. Омарханова, Рымкеш — Заслуженная артистка Казахской ССР
2. Аспетова, Гульжан Жарылкасымовна — Народная артистка Республики Казахстан
3. Мейрамов, Тилектес Уахитович — Народный артист Казахстана
4. Мейрамова, Жумагуль Омирзаковна — Заслуженная артистка Казахстана
5. Ыбыраев, Болат Калыбекович — Заслуженный деятель Казахстана
6. Исабекова, Бакыт Аргыновна — Заслуженный деятель Казахстана
7. Омар, Акыш Коныртаевич — Заслуженный деятель Казахстана
8. Бекназар, Лейло Акназаркызы — Заслуженный деятель Казахстана
9. Чайкина, Жанат Ансабаевна — Заслуженный деятель Казахстана
10. Нурланов, Кенес Азимханович — Заслуженный деятель Казахстана
11. Кылышбай, Гульбаршин Рашкеновна — Заслуженный деятель Казахстана
12. Аймагамбет, Айман Утегеновна — Заслуженный деятель Казахстана
13. Ногербек, Алтынай Бауыржанкызы — Заслуженный деятель Казахстана
14. Кыстыкбаев, Куандык Капсаланович — Заслуженный деятель Казахстана
15. Кайсанов Мейрам Иебекович — Заслуженный деятель Казахстана
16. Молдабаев Боранбай Абдешович — Заслуженный деятель Казахстана
17. Атымтаева Туймехан Байырбековна — Заслуженный деятель Казахстана
18. Кожахметова Кулия Имангазиевна — Заслуженный деятель Казахстана
19. Малаев Ерлан — Заслуженный деятель Казахстана
20. Туленбаев Жанкалдыбек Мүфтиевич — Заслуженный деятель Казахстана
21. Утеуил Нуркен Ашимханович — Заслуженный деятель Казахстана
22. Бермухамбетова, Айнур Болатовна — Заслуженный деятель Казахстана
23. Кашкабаев, Сырым Абдыкадырович — Заслуженный деятель Казахстана
24. Сериков, Абильмансур Абдинасырулы — актёр кино и театра. Лауреат Государственной молодёжной премии Правительства РК «Дарын»

## Репертуар
1. М. Ауезов «Абай»
2. И. Кальман «Кабаре жұлдызы»
3. Н. Ганжауи «Ләйлі-Мәжнүн»
4. Р. Куни «Туған күн»
5. У. Шекспир «Отелло»
6. С. Тургынбекулы «Шәмші»
7. У. Есдаулет «Зере»
8. Ч. Айтматов «Қызыл орамалды Шынарым»
9. А. Чехов «Шие»
10. В. Ежов «Тыраулап ұшқан тырналар»
11. Ч. Айтматов «Ана-жер ана»
12. К. Жунисов «Сәкен-Сұңқар»
13. Ш. Муртаза «Бір кем дүние»
14. Э. Хушвактов «Қызыл алма»
15. Дж. Патрик «Қымбатты Памелла»
16. С. Тургынбекулы «Мұқағали»
17. Ч. Айтматов «Ғасырдан да ұзақ күн»
18. Р. Муканова «Бопай Ханым»
19. О. Бокей «Ұйқым келмейді»
20. Т. Асемкулов «Құнанбай»
21. А.Менчелл «Сен маган керексин...»